# Filosofia da natureza humana

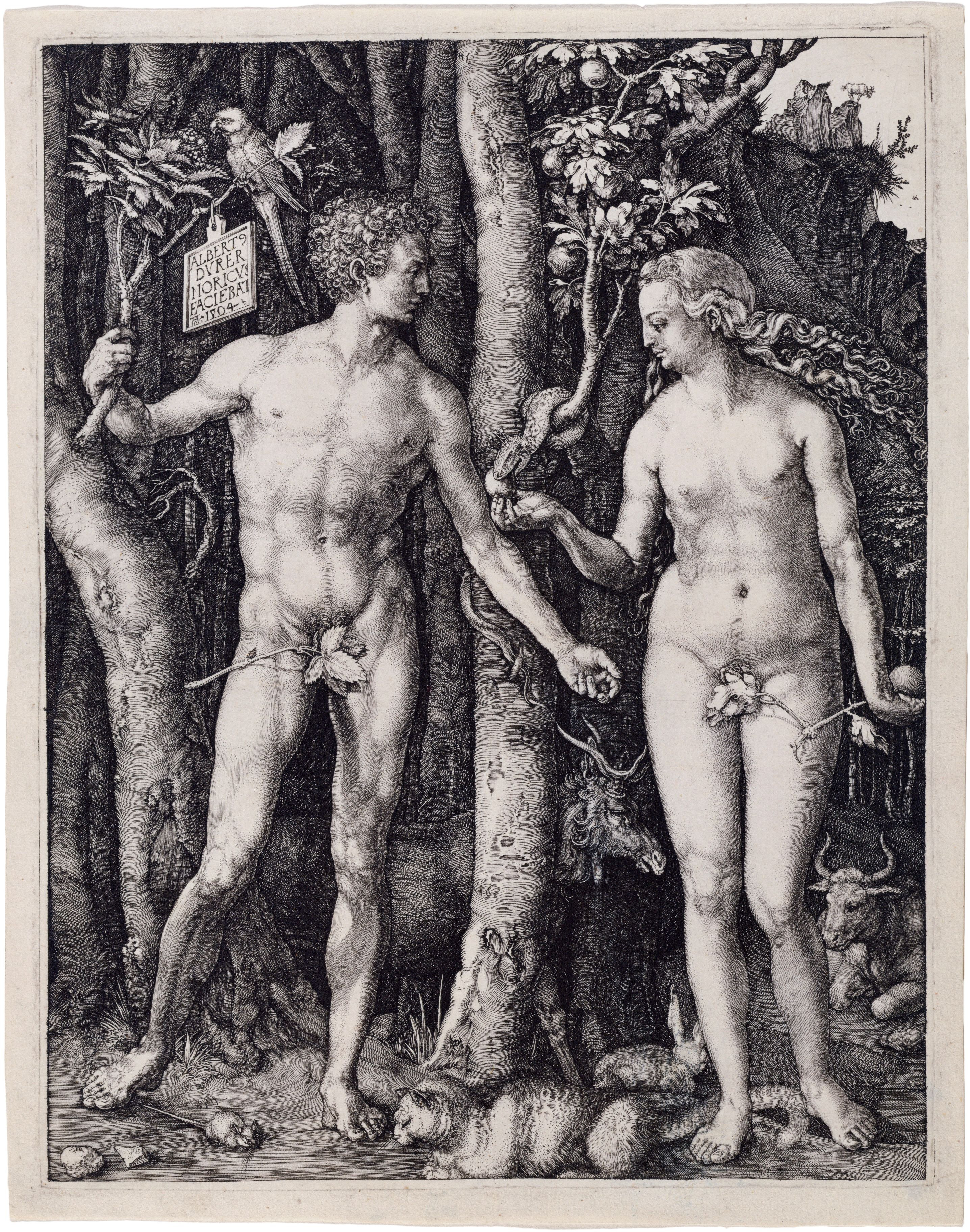
Adão e Eva são figuras bíblicas que demonstram teológicamente que há algo de errado no homem.

A filosofia da natureza humana também se chama de antropologia filosófica, envolve-se na pergunta o que é o ser humano? De acordo com o filósofo Tomás de Aquino natureza é a substância, o princípio do movimento, que tem um caráter disposicional, com tendência a união(ad unum), quando não existem obstáculos. A natureza humana é básicamente o terreno de todo desenvolvimento do homem.

## Filosofia helenística
Segundo Aristóteles, o estudo filosófico da própria natureza humana se originou com Sócrates. Sócrates teria estudado a questão de como uma pessoa deveria viver melhor, mas não deixou obras escritas. É claro a partir dos trabalhos de seus alunos Platão e Xenofonte, e também pelo que foi dito por Aristóteles (estudante de Platão), que Sócrates era um racionalista e acreditava que a melhor vida e a vida mais adequada à natureza humana envolvesse virtude. A escola socrática foi a principal influência sobrevivente na discussão filosófica na Idade Média, entre os filósofos islâmicos, cristãos e judeus.
Platão, um dos estudantes de Sócrates, acreditava que seres humanos são imperfeitos, contudo existe um mundo que transcende o mundo atual, Platão argumentou que a própria noção do perfeito em nossa mente nos diz que há algo além, de acordo com a Teoria das Formas devemos buscar a forma ideal nas coisas imperfeitas do mundo, porque já sabemos, em princípio, que caminho temos que seguir para atingir a idealização(ou perfeição).

A filosofia de Plotino sempre exerceu um fascínio peculiar sobre aqueles cujo descontentamento com as coisas como elas são levaram a buscar as realidades além das aparências e do sentido.

A filosofia de Plotino: livros representativos das Eneadas, p. vii
sciência.
O verdadeiro ser humano é um contemplativo incorporal da capacidade da alma, e superior a todas as coisas corpóreas. Em seguida, ele segue que a verdadeira felicidade humana é independente do mundo físico. A verdadeira felicidade é, em vez disso, dependente da metafísica e o ser humano autêntico encontrado este na maior capacidade da Razão. "Para o homem, e especialmente o proficiente, não é a união da alma e do corpo: a prova é que o homem pode ser desengatado do corpo e desdém os seus valores nominais de bens." (Eneadas I. 4.14) O ser humano que tem alcançado a felicidade não será incomodado por motivo de doença, desconforto, etc., como seu foco é sobre as melhores coisas. A autêntica felicidade humana é a utilização da mais autêntica capacidade humana de contemplação. Mesmo na ação física diária, o ato de florescimento humano "... é determinado pela etapa superior da alma." (Eneadas III.4.6) Mesmo nos mais dramáticos argumentos, Plotino considera (se o proficiente está sujeito a extremos de tortura física, por exemplo), ele conclui que isso só fortalece a sua alegação de a verdadeira felicidade ser metafísica, como o ser humano verdadeiramente feliz iria entender que o que está sendo torturado é apenas um mero corpo, e não o eu consciente, e a felicidade pode persistir.
Plotino oferece uma descrição detalhada de sua concepção de uma pessoa que atingiu eudaimonia. "A vida perfeita" envolve um homem que comanda a razão e a contemplação. (Eneadas I. 4.4) Uma pessoa feliz, não terá oscilação entre feliz e triste, como muitos de Plotino contemporâneos acreditavam. Para os estoicos, por exemplo, a questão da capacidade de alguém para ser feliz (pressupondo que a felicidade é a contemplação) se eles são mentalmente incapazes ou até mesmo dormindo. Plotino ignora esta afirmação, como a alma e o verdadeiro não dormir ou até mesmo existir no tempo, nenhum humano vivo que tenha alcançado eudaimonia, de repente, parar de usar a sua maior e mais autêntica capacidade de apenas porque o corpo desconforto no reino físico. "...O proficiente é definida sempre e somente dentro." (Eneadas I. 4.11)

## A teologia cristã
Teólogos tem diferentes pontos de vista da natureza humana. No entanto, existem algumas "declarações básicas" em toda a "antropologia bíblica."
1. "A humanidade tem a sua origem em Deus, seu Criador."
2. "Os humanos têm a 'imagem de Deus'."
3. Os seres humanos devem "colocar o restante da criação em ordem."